# Schloss Madrid

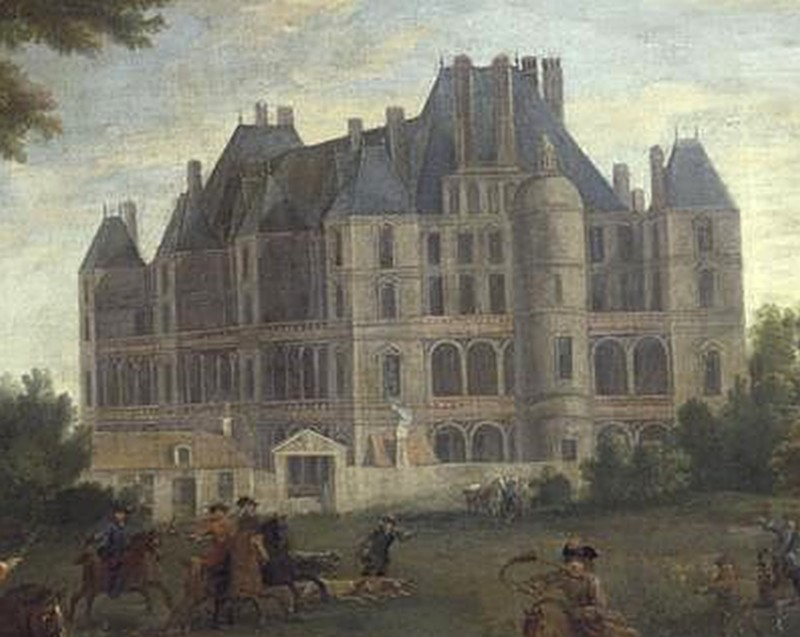
Schloss Madrid um 1722

Das Schloss Madrid war ein Schloss der Renaissance in Frankreich. Es lag an der heutigen Porte de Madrid auf dem Gebiet der heutigen Gemeinde Neuilly-sur-Seine am Rande des Bois de Boulogne. Es wurde im 16. Jahrhundert als königliche Residenz errichtet, geriet im späteren 17. und im 18. Jahrhundert in zunehmenden Verfall und wurde während der Französischen Revolution abgerissen.

## Geschichte
Der Bau des Schlosses begann 1527 auf Anordnung des Königs Franz I., der 1525 in der Schlacht von Pavia gefangen genommen worden war und einige Monate in Madrid verbracht hatte. Die Bauarbeiten standen zunächst unter der Leitung des florentinischen Architekten Girolamo Della Robbia, anschließend übernahmen mehrere französische Architekten die Bauleitung, darunter Philibert de l’Orme. Abgeschlossen wurde der Bau im Jahr 1552 unter Heinrich II.
Berühmt wurde das Schloss insbesondere durch die reich geschmückte Fassade, die von Della Robbia fast vollständig mit Basreliefs aus Terrakotta ausgestattet wurde, sowie durch die prachtvolle Innendekoration. Aus diesem Grunde wurde das Schloss auch Château de Faïence genannt. Architektonisch vereinte das Gebäude Einflüsse der italienischen Renaissance, mit dem H-förmigen Grundriss des Mittelteils und dem reichen Außenschmuck, und französische Traditionen in Form der Ecktürme an beiden Pavillons und der Anordnung der Innenräume, die den Schlössern von Chenonceau und Chambord nachempfunden waren.
Im weiteren Verlauf des 16. Jahrhunderts, unmittelbar vor der Bartholomäusnacht, wurde das Schloss Madrid von Karl IX. und Katharina von Medici bewohnt, anschließend zu Beginn des 17. Jahrhunderts von Margarete von Valois. Unter Ludwig XIV., der das Schloss nie selbst aufsuchte, diente das Gebäude als Residenz des Staatssekretärs und späteren Siegelbewahrers Joseph Fleuriau d’Armenonville. 1666 wurde hier eine Manufaktur für Seidenstrümpfe eingerichtet, die jedoch wegen Mangels an qualifizierten Arbeitern und der Kriege Ludwigs XIV. nur kurzen Bestand hatte.
Während der Régence von Ludwig XV. wohnte Prinzessin Marie Louise Élisabeth d’Orléans im Schloss, das jedoch nach ihrem Tod im Jahr 1719 vom Haus Bourbon aufgegeben wurde und zusehends verfiel. 1787 wurde das Schloss Madrid zusammen mit dem Schloss La Muette – ebenfalls am Rande des Bois de Boulogne gelegen – sowie dem Schloss Vincennes und dem Schloss Blois auf Anordnung Ludwigs XVI. zum Verkauf freigegeben. Vor Ausbruch der Revolution war das Schloss Madrid eine Ruine und wurde 1792 von M. Leroy, dem Leiter einer Abbruchgesellschaft, mit Assignaten aufgekauft und daraufhin abgerissen. Einzige Überreste des Schlosses sind heute ein steinernes Kapitell und einige Fayence-Fragmente, die im Keramikmuseum von Sèvres und im Schloss Écouen ausgestellt sind.